# Стрэнд, Кай
Кай Стрэнд (англ. Kaj Aage Gunnar Strand, 1907—2000) — американский астроном датского происхождения.

## Биография
Родился в копенгагенском предместье Хеллеруп (Дания), в 1931 окончил Копенгагенский университет. В 1931—1933 — сотрудник Геодезического института при этом университете. По приглашению Э.Герцшпрунга работал в 1933—1938 в обсерватории Лейденского университета. С 1938 живет в США. В 1938—1942 — астроном Суартморского колледжа, где работал под руководством П. ван де Кампа, в 1946—1947 — профессор Чикагского университета, в 1947—1958 — профессор Северо-Западного университета и директор Дирборнской обсерватории, в 1958—1963 — руководитель отдела астрометрии и астрофизики при этом университете, в 1963—1977 — научный директор Обсерватории ВМС США в Вашингтоне.
Основные труды в области фотографических наблюдения двойных звезд, изучения орбитальных движений в двойных и кратных системах, определения звездных параллаксов. Под его руководством и при его непосредственном участии как наблюдателя было создано несколько каталогов двойных звезд. Основная его заслуга — руководство созданием первого в мире большого рефлектора с диаметром зеркала 1,5 м, специально предназначенного для астрометрических наблюдений слабых звезд (до 17 звёздной величины), в частности, для определения параллаксов. Рефлектор был установлен на станции Обсерватории ВМС США во Флагстаффе (штат Аризона) в 1964. Начиная с 1970, опубликован ряд каталогов параллаксов слабых звезд, полученных на этом рефлекторе.
Член Датской королевской АН.
В его честь назван астероид № 3236.